# Urðafjall
Urðafjall är ett berg på ön Kunoy i Färöarna (Kungariket Danmark).   Det ligger i sýslan Norðoyar, i den nordöstra delen av landet, 30 km norr om huvudstaden Tórshavn. Toppen på Urðafjall är 817 meter över havet.
Urðafjall ligger på ön Kunoy.
Terrängen runt Urðafjall är kuperad. Havet är nära Urðafjall västerut. Runt Urðafjall är det ganska glesbefolkat, med 42 invånare per kvadratkilometer. Närmaste större samhälle är Klaksvík, 8,0 km söder om Urðafjall. Trakten runt Urðafjall består i huvudsak av gräsmarker.
Urðafjall är den femte högsta berget på Kunoy och Färöarnas åttonde högsta berg.